# Грубодисперсні домішки
Грубодисперсні домішки -  зважені тверді речовини, які присутні у природних водах.
Можуть потрапляти природним шляхом і складатися з часток глини, піску, мулу, суспендованих органічних і неорганічних речовин, планктону та інших мікроорганізмів.
Крім того, появу грубодисперсних домішок можуть спричиняти відходи фабрик з флотацією, гравітаційними процесами і з мокрою магнітною сепарацією.